# Ruby Richman
Pour les articles homonymes, voir Richman.
Ruby Richman, né le 22 septembre 1934, à Willowdale, en Ontario, est un ancien joueur et entraîneur canadien de basket-ball. Il est parfois considéré comme l'un des 150 meilleurs basketteurs canadiens de tous les temps. 

## Biographie
Au début des années 50, Ruby Richman fut approché les Brooklyn Dogders mais déclina la proposition pour poursuivre ses études.
Il fut membre de l'équipe de l'université de Toronto durant le championnat national de 1958.
Il représenta le Canada avec l'équipe nationale lors des Jeux Olympiques de 1964.
Il entraina l'équipe canadienne durant les Jeux panaméricains de 1967.